# Griglia di Hermann

Griglia di Hermann. Alle intersezioni delle linee bianche compaiono delle immagini più scure.

Griglia scintillante

La griglia di Hermann è un'illusione ottica descritta da Ludimar Hermann nel 1870 dopo avere letto Sound di John Tyndall.
La griglia è costituita da un reticolo di linee bianche spesse su sfondo nero. All'intersezione tra le linee bianche appaiono delle aree grigie che in realtà non esistono.
Un'illusione simile alla griglia di Hermann è la griglia scintillante. La differenza è che nella griglia scintillante sono disegnati dei pallini bianchi nelle intersezioni, e l'effetto è quello di vedere le aree grigie in continuo cambiamento. Nella griglia di Hermann l'illusione è piuttosto statica.

## Origine fisiologica
Il fenomeno può essere spiegato con un meccanismo neurologico detto inibizione laterale.
L'intensità di un punto percepita dall'occhio non è semplicemente quella percepita da un singolo neurone, ma è il risultato dell'interazione di un gruppo di recettori che costituiscono il campo recettivo. Il nucleo del centro recettivo ha valore eccitatorio sul segnale nervoso prodotto, mentre i recettori circostanti hanno attività inibitoria.
Poiché nella griglia di Hermann il punto di incrocio tra due linee è circondato da un'intensità luminosa totale maggiore, rispetto agli altri punti delle linee, ciò comporta un maggiore effetto inibitorio dovuto ai recettori periferici e l'area appare più scura.
Questa spiegazione è stata contestata da Janos Geier.